# 2444 Lederle
2444 Lederle (1934 CD) là một tiểu hành tinh vành đai chính được phát hiện ngày 5 tháng 2 năm 1934 bởi K. Reinmuth ở Heidelberg.